# Nomada symphyti
Nomada symphyti ist eine Biene aus der Familie der Apidae. Die Art ähnelt Nomada striata und Nomada villosa.

## Merkmale
Die Bienen haben eine Körperlänge von 9 bis 11 Millimeter (Weibchen) bzw. 7 bis 11 Millimeter (Männchen). Der Kopf und Thorax der Weibchen ist schwarz und ist rot gezeichnet. Die Tergite sind rot, basal ist das erste Tergit und häufig auch die übrigen schwarz. Das zweite bis fünfte ist gelb gefleckt. Das rote Labrum hat im vorderen Teil ein Zähnchen. Das dritte Fühlerglied ist kürzer als das vierte. Das stark gehöckerte Schildchen (Scutellum) ist rot. Die Schienen (Tibien) der Hinterbeine sind am Ende stumpf und haben ungefähr fünf unterschiedlich lange, schlanke Dörnchen. Die Männchen ähneln den Weibchen, haben jedoch ein gelbes Labrum.

## Vorkommen und Lebensweise
Die Art ist in Mitteleuropa und dem Aostatal verbreitet. Die Tiere fliegen im Mai und Juni. Sie parasitieren Andrena symphyti.

## Belege
Felix Amiet, M. Herrmann, A. Müller, R. Neumeyer: Fauna Helvetica 20: Apidae 5. Centre Suisse de Cartographie de la Faune, 2007, ISBN 978-2-88414-032-4.